# Kościół św. Floriana w Długopolu
Kościół św. Floriana w Długopolu – kościół należący do parafii Wniebowzięcia Najświętszej Marii Panny w Ludźmierzu dekanatu Nowy Targ.

## Historia

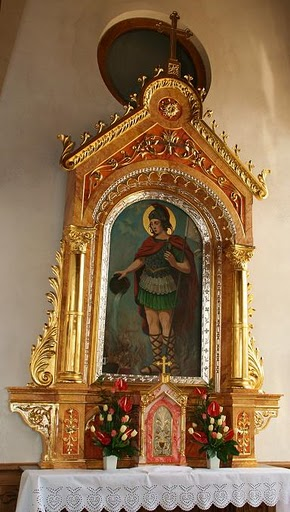
Ołtarz boczny

Od drugiej połowy XIV wieku istniał w Długopolu kościół parafialny, który w 1519 r. został włączony do parafii nowotarskiej jako kościół filialny, a później do ludźmierskiej.
W 1894 r. w Długopolu ufundowana została mała kaplica św. Floriana, po tym jak wieś ocalała z pożaru. W 1998 r. zburzono stary kościół i do 2002 r. wybudowano nową świątynię.
W obecnym kościele ołtarz ze św. Florianem został z głównego ołtarza przeniesiony do nawy bocznej ze względu na zmiany głównego patrona w przyszłości. Kościół ma być pod wezwaniem błogosławionego Jana Pawła II.

## Architektura
Jednonawowa świątynia z kaplicą od południa, z wieżą usytuowana niesymetrycznie do nawy i drewnianym stropie. Nastawa ołtarzowa zdobiona jest motywami typowymi dla podhalańskiej ornamentyki, podobnie jak boazeria i górna część ścian pod ukośnym stropem. W ołtarzu bocznym duży obraz ze Świętym Florianem.